# 長堀和正
長堀 和正（ながほり かずまさ、1961年 - ）は、日本の実業家、株式会社武蔵野銀行代表取締役頭取。

## 人物・経歴
1961年、埼玉県草加市生まれ。埼玉県立越谷北高等学校を経て、1984年3月立教大学社会学部産業関係学科卒業。同年4月武蔵野銀行入行。2001年総合企画部経営政策室長。2003年北浦和支店次長、2006年戸田西支店長、2008年越谷支店長、2010年総合企画部長。2011年執行役員総合企画部長。武蔵野銀行の長期ビジョンおよび中期経営計画の策定を取りまとめる。2014年常務取締役。2017年専務取締役。2019年6月代表取締役頭取。